# Takeo Hatanaka
Takeo Hatanaka (畑中 武夫, Hatanaka Takeo, 1er janvier 1914 - 10 novembre 1963) est un radio astronome japonais, fondateur de l'observatoire radio de Nobeyama. 
Le cratère Hatanaka sur la Lune et l'astéroïde (4051) Hatanaka sont nommés en son honneur.

## Source de la traduction
- (en) Cet article est partiellement ou en totalité issu de l’article de Wikipédia en anglais intitulé « Takeo Hatanaka » (voir la liste des auteurs).